# Lijst van voetbalinterlands Israël - San Marino
Deze lijst van voetbalinterlands is een overzicht van alle officiële voetbalwedstrijden tussen de nationale teams van Israël en San Marino. De landen speelden tot op heden twee keer tegen elkaar. De eerste ontmoeting, een kwalificatiewedstrijd voor het Europees kampioenschap voetbal 2000, werd gespeeld in Serravalle op 10 oktober 1998. Het laatste duel, de returnwedstrijd in dezelfde kwalificatiereeks, vond plaats op 8 september 1999 in Tel Aviv.

## Wedstrijden
| № | Plaats     | Datum            | Competitie           | Wedstrijd           | Uitslag |
| - | ---------- | ---------------- | -------------------- | ------------------- | ------- |
| 1 | Serravalle | 10 oktober 1998  | EK 2000 kwalificatie | San Marino – Israël | 0 – 5   |
| 2 | Tel Aviv   | 8 september 1999 | EK 2000 kwalificatie | Israël – San Marino | 8 – 0   |

## Samenvatting
| Competitie      | Totaal gespeeld | Winst Israël | Gelijk | Winst San Marino | Doelsaldo Israël – San Marino |
| --------------- | --------------- | ------------ | ------ | ---------------- | ----------------------------- |
| EK-kwalificatie | 2               | 2            | 0      | 0                | 13 − 0                        |
| Totaal          | 2               | 2            | 0      | 0                | 13 − 0                        |

## Details

### Eerste ontmoeting
| EK 2000 kwalificatie (Serravalle, San Marino, 10 oktober 1998): |              | |
| San Marino | 0 – 5        | Israël |
| | goals        | 16' Haim Revivo 18' Avi Nimni 32' Alon Mizrahi 58' (e.d.) Mauro Valentini 83' Najwan Ghrayib                                                             |
| Paolo Mazza | bondscoach   | Shlomo Scharf |
| Federico Gasperoni Marco Gennari William Guerra Mauro Valentini Mauro Marani Riccardo Muccioli Pier-Domenico Della Valle 68' Ivan Matteoni Paolo Montagna 80' Simone Bacciocchi 57' Andy Selva | opstellingen | Rafi Cohen Alon Harazi Ran Ben-Shimon 69' Arik Benado Najuan Grayeb Walid Badir 73' Eyal Berkovich Jan Talesnikov 61' Avi Nimni Alon Mizrahi Haim Revivo |
| Vittorio Valentini 57' Fabio Francini 68' Davide Gualtieri 80' | wissels      | 61' Tal Banin 69' Amir Shelah 73' Ofer Shitrit |
| Simone Bacciocchi 50' Ivan Matteoni ??' | gele kaarten | |

### Tweede ontmoeting
| EK 2000 kwalificatie (Tel Aviv, Israël, 8 september 1999):                                                                                     |       |            |
| Israël | 8 – 0 | San Marino |
| Yossi Benayoun 25' Alon Mizrahi 38' Haim Revivo 40' Yossi Benayoun 46' Haim Revivo 69' Yossi Benayoun 70' Nir Sivilia 83' Yossi Abukasis 90+1' | goals |            |

IFA · A-internationals · Kwalificatiewedstrijden · Bondscoaches · Statistieken · Israëlisch vrouwenelftal · Olympisch elftal · Israël U21 · Israël U20 · Israël U19 · Israël U18 · Israël U17 · Israël U16
1934 – 1939 · 
1940 – 1949 · 
1950 – 1959 · 
1960 – 1969 · 
1970 – 1979 · 
1980 – 1989 · 
1990 – 1999 · 
2000 – 2009 · 
2010 – 2019 ·
2020 − 2029
WK 1970
1934 · 
1935–1937 · 
1938 · 
1939 · 
1948 · 
1941–1947 · 
1948 · 
1949 · 
1950 · 
1951–1952 · 
1953 · 
1954 · 
1955 · 
1956 · 
1957 · 
1958 · 
1959 · 
1960 · 
1961 · 
1962 · 
1963 · 
1964 · 
1965 · 
1966 · 
1967 · 
1968 · 
1969 · 
1970 · 
1971 · 
1972 · 
1973 · 
1974 · 
1975 · 
1976 · 
1977 · 
1978 · 
1979 · 
1980 · 
1981 · 
1982 · 
1983 · 
1984 · 
1985 · 
1986 · 
1987 · 
1988 · 
1989 · 
1990 · 
1991 · 
1992 · 
1993 · 
1994 · 
1995 · 
1996 · 
1997 · 
1998 · 
1999 · 
2000 · 
2001 · 
2002 · 
2003 · 
2004 · 
2005 · 
2006 · 
2007 · 
2008 · 
2009 · 
2010 · 
2011 · 
2012 · 
2013 · 
2014 · 
2015 ·
2016 ·
2017 ·
2018 ·
2019 ·
2020 ·
2021 ·
2022 ·
2023
Albanië · 
Andorra ·
Argentinië ·
Armenië ·
Australië ·
Azerbeidzjan ·
België ·
Bosnië en Herzegovina ·
Brazilië ·
Bulgarije ·
Chili ·
Colombia ·
Cyprus ·
Denemarken ·
Duitsland ·
Engeland ·
Estland ·
Ethiopië ·
Faeröer ·
Filipijnen ·
Finland ·
Frankrijk ·
Georgië ·
GOS ·
Griekenland ·
Guatemala ·
Honduras ·
Hongarije ·
Hongkong ·
Ierland ·
IJsland ·
India ·
Iran ·
Italië ·
Ivoorkust ·
Japan ·
Joegoslavië ·
Kosovo ·
Kroatië ·
Letland ·
Liechtenstein ·
Litouwen ·
Luxemburg ·
Maleisië ·
Malta ·
Mexico ·
Moldavië ·
Montenegro ·
Myanmar ·
Nederland ·
Nieuw-Zeeland ·
Noord-Ierland ·
Noord-Macedonië ·
Noorwegen ·
Oekraïne ·
Oezbekistan ·
Oostenrijk ·
Pakistan ·
Polen ·
Portugal ·
Roemenië ·
Rusland ·
San Marino ·
Schotland ·
Servië ·
Singapore ·
Slovenië ·
Slowakije ·
Sovjet-Unie ·
Spanje ·
Taiwan ·
Thailand ·
Tsjechië ·
Turkije ·
Uruguay ·
Verenigde Staten ·
Wales ·
Wit-Rusland ·
Zambia ·
Zuid-Afrika ·
Zuid-Korea ·
Zuid-Vietnam ·
Zweden ·
Zwitserland
FSGC · A-internationals · Bondscoaches · Statistieken · San Marino U21 · San Marino U19 · San Marino U18 · San Marino U17 · San Marino U16
1986 – 1989 · 1990 – 1999 · 2000 – 2009 · 2010 – 2019 · 2020 – 2029
2000 · 2001 · 2002 · 2003 · 2004 · 2005 · 2006 · 
Albanië · 
Andorra ·
Azerbeidzjan ·
België · 
Bosnië en Herzegovina · 
Bulgarije ·
Canada ·
Cyprus ·
Denemarken ·
Duitsland · 
Engeland · 
Estland · 
Faeröer · 
Finland · 
Gibraltar · 
Griekenland · 
Hongarije · 
Ierland · 
IJsland ·
Israël · 
Italië · 
Kaapverdië ·
Kazachstan ·
Kosovo ·
Kroatië · 
Letland · 
Libanon · 
Liechtenstein · 
Litouwen · 
Luxemburg ·
Malta ·
Moldavië ·
Montenegro ·
Nederland · 
Noord-Ierland · 
Noorwegen ·
Oekraïne ·
Oostenrijk · 
Polen · 
Roemenië · 
Rusland · 
Saint Kitts en Nevis ·
Saint Lucia ·
Schotland · 
Servië en Montenegro · 
Seychellen ·
Slovenië · 
Slowakije · 
Spanje · 
Syrië ·
Tsjechië · 
Turkije · 
Wales · 
Wit-Rusland · 
Zweden · 
Zwitserland
Nederland (2011)